# Sister Carol
Carol East, plus connue sous le nom de scène Sister Carol, est une chanteuse de dancehall, née en Jamaïque en 1959. Elle est surnommée Black Cinderella.

## Biographie

### Carrière musicale
Carol East est originaire de Denham Town, un quartier de Kingston. Son père travaille en tant qu'ingénieur du son pour Radio Jamaica et pour le label discographique Studio One du producteur Coxsone Dodd. En 1973, il s'installe avec sa famille dans l'arrondissement new-yorkais de Brooklyn. Carol East prend part à des concours de jeunes talents et se produit dans les clubs où elle pratique le toasting. Elle est encouragée par Brigadier Jerry à poursuivre dans cette voie,. En parallèle, elle poursuit ses études et sort diplômée du City College of New York (CCNY).
Sister Carol fait carrière dans la musique à partir des années 1980. Liberation for Africa, son premier album, sort en 1983. Elle se fait connaître au niveau international grâce à l'album Black Cinderella et sort plusieurs singles sur son propre label. Durant les années 1990, le label indépendant américain Heartbeat Records (en) édite les albums Call Mi Sister Carol et Lyrically Potent. En janvier 1997, ce dernier est nommé aux Grammies dans la catégorie « Best reggae album » (Grammy Award du meilleur album de reggae),.

### Autres activités
Sister Carol apparaît dans Dangereuse sous tous rapports (Something Wild) et Veuve mais pas trop (Married to the Mob), deux films de Jonathan Demme sortis dans les années 1980,.
Durant les années 2000, elle lance une ligne de vêtements sous la marque Black Cinderella.

## Discographie

### Albums
- 1983 : Liberation for Africa (Serious Gold)
- 1984 : Black Cinderella (Jah Life)
- 1989 : Jah Disciple (RAS Records)
- 1991 : Mother Culture (RAS Records)
- 1994 : Call Mi Sister Carol (Heartbeat Records (en))
- 1996 : Lyrically Potent (Heartbeat Records)
- 1999 : Isis - The Original Womb-Man (Tuff Gong)
- 2003 : Empressive
- 2006 : 1 Derful Words
- 2012 : Togetherness

### En concert
- 2001 : Direct Hit - Sister Carol Live